# UFC Fight Night: Almeida vs. Garbrandt
UFC Fight Night: Almeida vs. Garbrandt（ユーエフシー・ファイトナイト：アルメイダ・バーサス・ガーブラント、別名UFC Fight Night 88）は、アメリカ合衆国の総合格闘技団体「UFC」の大会の一つ。2016年5月29日、ネバダ州ラスベガスのマンダレイ・ベイ・イベント・センターで開催された。

## 大会概要
本大会ではトーマス・アルメイダとコーディ・ガーブラントによるバンタム級ワンマッチが組まれた。
キャリア9戦全勝のアウベルト・ウダがUFCデビュー。

## 試合結果

### アーリープレリム
第1試合 ヘビー級ワンマッチ 5分3R
○  アダム・ミルステッド vs.  クリス・デ・ラ・ロチャ ×
2R 4:01 TKO（スタンドパンチ連打）
第2試合 バンタム級ワンマッチ 5分3R
○  ブライアン・キャラウェイ vs.  アルジャメイン・スターリング ×
3R終了 判定2-1（29-28、28-29、29-28）

### プレリミナリーカード
第3試合 ライト級ワンマッチ 5分3R
○  エリック・コク vs.  シェーン・キャンベル ×
2R 3:02 リアネイキドチョーク
第4試合 ミドル級ワンマッチ 5分3R
○  ジェイク・コリアー vs.  アウベルト・ウダ ×
2R 1:06 KO（右バックスピンキック）
第5試合 ライト級ワンマッチ 5分3R
○  アベル・トルヒーヨ vs.  ジョーダン・リナルディ ×
3R終了 判定3-0（29-28、29-28、29-28）
第6試合 女子バンタム級ワンマッチ 5分3R
○  サラ・マクマン vs.  ジェシカ・アイ ×
3R終了 判定3-0（30-27、30-27、30-27）

### メインカード
第7試合 ライト級ワンマッチ 5分3R
○  ポール・フェルダー vs.  ジョシュ・バークマン ×
3R終了 判定3-0（29-28、29-28、29-28）
第8試合 ウェルター級ワンマッチ 5分3R
○  ロレンズ・ラーキン vs.  ホルヘ・マスヴィダル ×
3R終了 判定2-1（29-28、28-29、29-28）
第9試合 ミドル級ワンマッチ 5分3R
○  クリス・カモージー vs.  ヴィトー・ミランダ ×
3R終了 判定3-0（30-27、30-27、30-27）
第10試合 ウェルター級ワンマッチ 5分3R
○  リック・ストーリー vs.  タレック・サフィジーヌ ×
3R終了 判定3-0（30-27、29-28、29-28）
第11試合 フェザー級ワンマッチ 5分3R
○  ジェレミー・スティーブンス vs.  ヘナン・バラオン ×
3R終了 判定3-0（29-28、29-28、29-28）
第12試合 バンタム級ワンマッチ 5分5R
○  コーディ・ガーブラント vs.  トーマス・アルメイダ ×
1R 2:53 KO（右フック→パウンド）

### 各賞
ファイト・オブ・ザ・ナイト： ジェレミー・スティーブンス vs. ヘナン・バラオン
パフォーマンス・オブ・ザ・ナイト： コーディ・ガーブラント、ジェイク・コリアー
各選手にはボーナスとして5万ドルが支給された。

### カード変更
負傷などによるカードの変更は以下の通り。
- ジョー・プロクター → シェーン・キャンベル（第3試合）

- キース・ベリシュ → アウベルト・ウダ（第4試合）

- カルロス・ディエゴ・フェレイラ → ジョーダン・リナルディ（第5試合）